# 龙山镇 (佛冈县)
龙山镇，是中华人民共和国广东省清远市佛冈县下辖的一个乡镇级行政单位。

## 行政区划
龙山镇下辖以下地区：
龙山社区、关前村、黄塱村、浮良村、门楼富村、车步村、湴镇村、官路唇村、鹤田村、白沙塘村、良塘村、从化围村、下岳村、上岳村和清水迳村。

## 中国传统村落
2012年，上岳古围村被评为首批“中国传统村落”。